# Liste der Bischöfe von Colchester
Die Liste der Bischöfe von Colchester stellt die bischöflichen Titelträger der Church of England, der Diözese Chelmsford, in der Province of Canterbury dar. Der Titel wurde nach der Stadt Colchester benannt.
| Liste der Bischöfe von Colchester | Liste der Bischöfe von Colchester | Liste der Bischöfe von Colchester | Liste der Bischöfe von Colchester                         |
| Von                               | Bis                               | Name                              | Anmerkungen                                               |
| --------------------------------- | --------------------------------- | --------------------------------- | --------------------------------------------------------- |
| 1536                              | 1541                              | William More                      |                                                           |
| 1541                              | 1592                              | Abeyance                          | Abeyance                                                  |
| 1592                              | 1608                              | John Sterne                       |                                                           |
| 1608                              | 1882                              | Abeyance                          | Abeyance                                                  |
| 1882                              | 1894                              | Alfred Blomfield                  |                                                           |
| 1894                              | 1909                              | Henry Johnson                     |                                                           |
| 1909                              | 1922                              | Robert Whitcombe                  |                                                           |
| 1922                              | 1933                              | Thomas Chapman                    |                                                           |
| 1933                              | 1946                              | Charles Ridsdale                  |                                                           |
| 1946                              | 1966                              | Dudley Narborough                 | vorher Provost von Southwick                              |
| 1966                              | 1988                              | Roderic Coote                     | vorher Bischof von Gambia und the Rio Pongas sowie Fulham |
| 1988                              | 1995                              | Michael Vickers                   |                                                           |
| 1995                              | 2001                              | Edward Holland                    | vorher Bischof von Europe                                 |
| 2001                              | 2013                              | Christopher Morgan                |                                                           |
| 2014                              | Gegenwart                         | Roger Morris                      | vorher Erzdiakon von Worcester                            |